# بن اسپیکرس
بن اسپیکرس (هلندی: Ben Spijkers؛ زادهٔ ۱۰ مارس ۱۹۶۱) جودوکار اهل هلند بود.
وی در مسابقات کشوری و بین‌المللی در مجموع برندهٔ ۱ مدال نقره، ۱ مدال برنز شده‌است.